# Taningia danae
A Lula-luminescente-de-mar-profundo (Taningia danae; nomeada, em inglês, Dana octopus squid) é uma espécie de molusco marinho da classe Cephalopoda; uma lula que vive nas águas profundas do oceano e com distribuição geográfica semi-cosmopolita (podendo ser descrita como verdadeiramente cosmopolita, com exceção das regiões polares), sendo o único táxon da família Octopoteuthidae pertencente ao gênero Taningia, classificado por Joubin, em 1931, junto com sua espécie; nomeada a partir de um espécime capturado nas ilhas de Cabo Verde durante os cruzeiros oceanográficos do navio de pesquisa dinamarquês Dana, daí seu epíteto específico: danae. Sua denominação de gênero, Taningia, provém de Åge Vedel Tåning, um eminente biólogo dinamarquês de ictiologia, morto em 1958.

## Descrição
Esta lula, de coloração avermelhada e com pouco mais de dois metros de comprimento (sete pés, de acordo com Richard Ellis), não apresenta dois longos tentáculos para sua alimentação, ao contrário da maioria das lulas grandes, mas sim dois gigantescos fotóforos produtores de bioluminescência verde-amarelada nas extremidades de dois de seus oito braços: os maiores órgãos produtores de luz em qualquer animal conhecido, atingindo quase os 5 centímetros de comprimento e 2-3 centímetros de largura. Estes fotóforos brilhantes, da cor e dimensão de um limão, podem ser projetados à vontade, porque estão equipados com uma membrana, similar a uma pálpebra, que pode ser aberta ou fechada. Além disso, esta espécie possui garras - como as de um gato - nas ventosas de seus tentáculos. Ela pode ser facilmente reconhecida por seu largo e gelatinoso corpo, com barbatanas bem largas se estendendo quase até a parte frontal de seu manto, mas também pela ausência de longos tentáculos e pela presença de fortes ganchos. Espécimes grandes possuem uma pele magenta, uniformemente colorida. Exemplares juvenis apresentam dez tentáculos, porém em sua maturidade eles desaparecem completamente ou são reduzidos a filamentos rudimentares, próximos à maturidade.

## Habitat, alimentação, distribuição e inimigos naturais
Taningia danae ocorre em todas as principais bacias oceânicas, em águas centrais e perto de ilhas e de encostas próximas ao continente; em regiões de temperaturas tropicais, temperadas e sub-boreais; em uma variedade de habitats até profundidades de quase 1.000 metros. Não se sabe muito sobre sua biologia, mas sua alimentação inclui crustáceos e peixes ósseos como Micromesistius poutassou. Os espécimes mais conhecidos foram retirados dos estômagos de cachalotes; porém outros espécimes, ou seus fragmentos, foram retirados dos estômagos de tubarões, peixes do gênero Alepisaurus, atuns, albatrozes errantes e elefantes-marinhos.

## Bioluminescência
A bioluminescência, em flashes brilhantes e temporários, na ponta dos tentáculos de Taningia danae, pode ser usada para distrair potenciais predadores ou presas, nas profundezas oceânicas. Ela também demonstrou bioluminescência em sua superfície ventral, podendo ter uma função de contra-golpes.

## Conservação
De acordo com a União Internacional para a Conservação da Natureza (IUCN), esta é uma espécie oceânica pouco preocupante, avaliada como de menor importância em seu perigo de extinção (ou em seu estado de conservação), pois tem uma ampla distribuição geográfica que a torna menos suscetível ao impacto humano. No entanto, ela é alvo de pescarias em algumas regiões de seu alcance distributivo. Pesquisas adicionais são recomendadas para determinar sua distribuição precisa, dinâmica populacional, ciclo de vida e ecologia, e como esses processos de ameaça humana afetam esta espécie marinha. Não existem medidas de conservação específicas para Taningia danae e novas pesquisas ainda são recomendadas para estudá-la.